# Largo Winch – Az örökös
A Largo Winch – Az örökös (eredeti francia címén: Largo Winch) 2008-ban bemutatott francia film, amely a belga Largo Winch képregénysorozaton alapul, de nem követi szorosan annak cselekményét. 
A filmet Franciaországban 2008. december 17-én mutatták be, magyarországi bemutatója 2009. március 5-én volt.

## Cselekmény
|  | Alább a cselekmény részletei következnek! |

Largo Winch árvagyerek, akit Nerio Winch milliárdos egy másik gyermekkel együtt örökbefogadott, ám ennek tényét titokban tartja mindenki előtt. A két gyermeket egy közeli barátja és annak felesége neveli fel, mintha saját gyermekeik volnának, Nerio csak titokban találkozik velük. Több mint húsz évvel később Nerio Winch-et meggyilkolják. A vállalatbirodalom, amit addig vezetett, bizonytalan jövő elé néz. Egyrészt a befektetők bizalmát nem szabad elveszíteniük, másrészt feltűnik egy orosz milliárdos, aki be akarja kebelezni a céget, és a részvények felvásárlásába kezd. Az igazgatótanáccsal együtt átmenetileg Ann Ferguson irányítja a céget, azonban tudomásukra jut, hogy létezik egy örökös, ezért annak felkutatása válik a legsürgősebb feladattá.
Közben Largo Winch Dél-Amerikában van, Brazíliában, ahol lovagias módon megment egy lányt, Léát az erőszaktól és eltölt vele egy emlékezetes, szenvedélyes éjszakát. Reggelre azonban a lány eltűnik, helyette katonák jönnek és kábítószert találnak Largo holmijai között, amiről ő hiába állítja, hogy nem az övé. Tárgyalás nélkül egy börtönbe zárják, azonban már másnap sikerül megszöknie, bár ugyanakkor Goran, apja bizalmasa is eljött, hogy pénzzel kiszabadítsa.
Hongkongba érve Largót nem fogadja el az igazgatótanács örökösnek, előbb bizonyítania kell ezt a tényt. Largo felajánlja, hogy bemutatja a vállalati részvényeit, amit apja adott neki. Ehhez vissza kell utaznia Horvátországba, ahol azonban amikor kinyitja a részvényeket tartalmazó széfet, a vállalat biztonsági főnöke, Stephan Marcus és emberei támadnak rá, és elveszik tőle a papírokat, Largónak menekülnie kell. Marcus egy helikopterről hátbalövi, amint Largo éppen a tengerbe ugrik. A vízben lebegve látomása van, apja beszél hozzá, és arra biztatja, hogy ne adja fel. A tengerparton tér magához. Sebét egy régi ismerőse, a közelben lakó Melina látja el.
Közben tárgyal Michail Korsky-val és Gorannal is beszél. Goran látszólag megegyezésre törekszik a biztonsági főnökkel, és annak megbízójával akar tárgyalni. Kiderül, hogy a megbízó Ann Ferguson, az ideiglenes elnök, aki azonban tartósan elnök akar maradni, és ezért a célért Largo megöletésétől sem riad vissza. Mint elmondja, Nerio Winch is az ő utasítása alapján halt meg.
Largo Winch megérkezik Hongkongba, ahol a biztonsági főnök igyekszik megakadályozni, hogy eljusson a vállalat központjához, Largo azonban lerázza üldözőjét.
Ann Ferguson egy megemlékezést vezet a részvényesek előtt Nerio Winch emlékére, de Goran levetíti azt a titokban készült felvételt, amin bevallja Nerio Winch meggyilkolását. Ann Fergusont letartóztatják.

## Szereplők
| Szerep             | Színész              | Magyar hang     |
| ------------------ | -------------------- | --------------- |
| Largo Winch        | Tomer Sisley         | Zöld Csaba      |
| Ann Ferguson       | Kristin Scott Thomas | Fehér Anna      |
| Nerio Winch        | Miki Manojlovic      | Szilágyi Tibor  |
| Léa / Naomi        | Mélanie Thierry      | Kovács Patrícia |
| Freddy             | Gilbert Melki        | Oberfrank Pál   |
| Mikhail Korsky     | Karel Roden          | Epres Attila    |
| Stephan Marcus     | Steven Waddington    | Maday Gábor     |
| Hannah             | Anne Consigny        |                 |
| Goran              | Radivoje Bukvic      | László Zsolt    |
| Alexander Meyer    | David Gasman         | Barbinek Péter  |
| Melina             | Bojana Panic         |                 |
| Jacques Wallenberg | André Oumansky       | Izsóf Vilmos    |

## Forgatási helyszínek
- Szicília – (Castellammare del Golfo – Marettimo)
- Málta
- Hongkong
- Makaó
- Horvátország

## Fordítás
- Ez a szócikk részben vagy egészben  a   Largo Winch (film) című angol Wikipédia-szócikk fordításán alapul.  Az eredeti cikk szerkesztőit annak laptörténete sorolja fel. Ez a jelzés csupán a megfogalmazás eredetét és a szerzői jogokat jelzi, nem szolgál a cikkben szereplő információk forrásmegjelöléseként.